# M-84AS
Le prototype de char de combat principal M-84AS est une version modernisée du M-84 produite par Yugoimport SDPR en Serbie. Le M-84AS est parfois appelé M-84AB1 et M-2001 et est basé principalement sur des composants importés.

## Développement
La modernisation apporte un système de conduite de tir amélioré avec viseur jour/nuit intégré. Le canon M84A1 est remplacé par un canon similaire mais amélioré qui, avec de meilleures caractéristiques de contrôle, permet un remplacement facile et rapide du canon sur le terrain. Le char M-84AS est capable de tirer des missiles guidés antichars avec guidage laser à travers le canon, ce qui permet un engagement précis des chars ennemis jusqu'à 5 km,.
Le M-84AS est équipé du système de protection Shtora-1 et du blindage réactifKontakt-5 importés qui améliorent tous deux la capacité de survie du char. Kontakt-5 est un ensemble de blindage réactif explosif (ERA) qui offre une protection améliorée contre les ogives à charge tandem modernes et les pénétrateurs à énergie cinétique par rapport à l'ancien Kontakt-1. Il est également équipé du système électro-optique moderne Shtora pour la défense contre les missiles antichars à guidage filaire et laser. La nouvelle tourelle fournira une protection contre les missiles guidés antichar à énergie cinétique (RHAe). Son nouveau 9M119 Refleks est un missile antichar guidé à faisceau laser conçu pour pénétrer 900 mm de RHA. Étant donné que cette version n'est pas entrée en production en série pour l'armée serbe, une nouvelle version plus moderne M-84AS1 est développée qui entrera en production en série.

## Efficacité
Outre les différences externes avec le M-84, il a également une structure et un équipement internes différents, dépassant de loin le M-84AB en termes d’efficacité et de durabilité. Développé à l'origine à partir du M-84, le M-84AS est plus qu'un simple ajustement rapide pour le mettre aux normes. De nombreuses améliorations ont été adoptées par rapport à ce que l'on peut considérer comme son char jumeau, le T-90S. Avec de légères différences d'armure et de maniabilité; le T-90S est mieux blindé tandis que le M-84AS est plus rapide et plus maniable. Compte tenu de la perspective de vitesse, le M-84AS se déplace à 75 km/h sur route alors que le T-90S se déplace à 60 km/h sur route avec des vitesses hors route variant selon le terrain. L'armure du T-90S est quelque peu supérieure avec des composites plus épais, une protection NRBC ainsi que l'option du système de protection active et des systèmes de balayage de mines KMT,. Hormis la propulsion et le blindage, le système de ciblage est équivalent.